# Мерекюля
Мерекюля (ест. Merekülä), також Меремяе, Мерімяе — село в Естонії, входить до складу волості Меремяе, повіту Вирумаа.